# USEN-ALMEX
株式会社USEN-ALMEX（ユウセンアルメックス、英: USEN-ALMEX Inc.）は、東京都品川区に本社を置き、ホテル・病院・ゴルフ場等の業務管理システム及び自動精算機の開発・製造・販売を行う日本の企業。U-NEXT HOLDINGSの完全子会社。

## 概要
1966年に「東洋技研工業」として設立。表面処理装置のメーカーであった東洋技研が、倒産した猪越金銭登録機のレジャーホテル向けPOS部門の人員を受け入れ発足させた東洋エレクトロニクスを合併し発足。
1990年に「株式会社アルメックス」へ商号変更し、現在も続いているシティ/ビジネスホテル・病院・ゴルフ場向けの業務管理システム及び自動精算機システムを開発・製造・販売を実施。
2006年5月にUSEN（旧法人）が約3分の2の株式を創業者その他から取得、同年11月に株式交換により完全子会社化。
その際、社名が類似している「株式会社アルメックステクノロジーズ」（旧・アルメックスPE株式会社、栃木県鹿沼市）を分社化。
2010年以降は、外食産業向けのPOS･Table Top Order（TTO）端末･自動精算機やアミューズメント施設への自動精算機等、自動精算機を中心とした省人化・省力化となる製品・サービスを各市場へ展開。
また、品質マネジメントシステムＱＭＳ（ISO9001:2015）、情報セキュリティマネジメントシステムISMS（ISO/IEC27001:2013）を認証取得、クレジットカード情報セキュリティ国際統一基準PCIDSS（Ver3.2）を取得。マレーシアに現地法人ALMEX SYSTEM TECHNOLOGY ASIA sdn.bhd（ASTA）を設立する等、海外へも事業展開。
2023年6月28日『テクノホスピタリティの日』記念日登録。
2024年9月に現在の社名である「株式会社USEN-ALMEX」へ商号変更。
近年では、精算機への各種キャッシュレス機能や後払い機能の搭載、マイナンバーカードのオンライン資格確認対応顔認証付きカードリーダ（マイナタッチ）や非接触温度測定・顔認証AIカメラCyphy-Gate(サイフィーゲート)等の顔認証技術を用いた商品展開も見られる。
主な商品は
- ホテル管理システム（PMS）
- KIOSK・自動精算機/ホテル、病院、ゴルフ場、アミューズメント施設他
- マルチメディアシステム（テレビ共調、カラオケやビデオ・オン・デマンドシステム）
- 検索・予約サイト運営（ハッピーホテル）。
- 自動再来受付機
- 案内表示システム
- オンライン資格確認対応顔認証付きカードリーダ（マイナタッチ）
- Table Top Order（TTO）端末

## 沿革
- 1966年 - 「東洋技研工業株式会社」として設立。
- 1983年 - 小規模ホテル用コンピュータ管理システム、自動精算機を開発。
- 1990年 - 「株式会社アルメックス」へ社名変更。
- 1995年 - シティ/ビジネスホテル向け自動チェックイン・チェックアウトシステムを開発
- 1996年 - 病院用自動受付精算機開発
- 1998年 - ゴルフ場用自動受付精算機開発
- 2002年 - ホテル向けVOD（ビデオ・オンデマンド）システムの開発
- 2006年
  - （株）USENと資本提携を行い、USENグループとなる。
  - 新設分割によりプラントエンジニアリング事業部を分社（アルメックスPE（株）設立）
  - 株式交換により（株）USENの完全子会社となる
- 2010年 – 株式会社エスアンドケイを合併
- 2013年
  - 馬淵将平が代表取締役社長に就任
  - 開発製造部門にて「ISO9001：2008認証」取得（2018年ISO9001:2015に移行）
- 2014年 - マレーシア子会社のALMEX SYSTEM TECHNOLOGY ASIA sdn.bhd （ASTA）設立。
- 2017年 - 当社親会社（株）USENと（株）U-NEXTの経営統合によるUSEN-NEXTグループの発足
- 2018年 - 国際的クレジットカードセキュリティ基準PCIDSS Ver3.2の認証取得
- 2019年 - 情報セキュリティマネジメントシステムの国際規格ISMS（ISO/ IEC 27001:2013）の認証取得
- 2020年
  - オンライン資格確認対応顔認証付きカードリーダー「マイナタッチ」を開発
  - 非接触温度測定顔認証AIカメラCyphy-Gate(サイフィーゲート)を開発
- 2022年 - アルメックスとASTA「Top Travel and Hospitality Solution Providers in APAC 2022」に選出
- 2023年
  - 6月28日（設立1966年6/28）を「テクノホスピタリティの日」記念日登録
  - 11月29日 - 坪井将之が代表取締役社長に就任
- 2024年9月1日 - 「株式会社USEN-ALMEX」に商号変更[2]